# Treponema
Treponema is een geslacht van bacteriën uit de orde van de spirocheten. De naam is ontleend aan het Grieks en verwijst naar hun vorm: [τρέπω] trepô is draaien, [νῆμα] nêma is een draad. Treponema is een draaiende draad. Overigens geldt dit niet alleen voor Treponema, spirocheten in het algemeen zijn draadvormige, gegolfde bacteriën, die zich met een kurkentrekkerachtige beweging voortstuwen.

## Ziekteverwekkers
Enkele soorten zijn bekend in verband met ziekten:
- T. carateum is de verwekker van Pinta.[2] Het is niet duidelijk in welk opzicht deze zou verschillen van T. pallidum, serologische en morfologische verschillen tussen deze twee zijn niet bekend. Het taxonomisch samenwerkingsverband ITIS erkent deze naam dan ook niet.
- T. denticola is een van de veroorzakers van parodontitis.
- T. pallidum, de typesoort, is de veroorzaker van syfilis bij de mens.
- T. paraluiscuniculi is geassocieerd met syfilis bij konijnen.[3]
- T. pertenue is de veroorzaker van Framboesia.

## Gunstige Treponema-stammen
Treponema-stammen komen relatief veel voor in de darmflora van traditioneel levende volkeren, zoals de Matsé-stam in Peru, terwijl deze in de darmflora van de westerse mens niet voorkomen. Er wordt nu onderzocht of dit samenhangt met het bij traditioneel levende mensen minder voorkomen van westerse Welvaartsziekten als kanker, hart- en vaatziekten, darmontstekingen en allergieën. Mogelijk hebben deze bacteriestammen potentie als probioticum.

## Taxonomie
23 soorten worden door ITIS erkend anno 2021:
- T. amylovorum Wyss et al., 1997
- T. azotonutricium Graber et al., 2004
- T. berlinense Nordhoff et al., 2005
- T. brennaborense Schrank et al., 1999
- T. bryantii Stanton and Canale-Parola, 1980
- T. denticola (ex Flügge, 1886) Chan et al., 1993
- T. isoptericolens Dröge et al., 2008
- T. lecithinolyticum Wyss et al., 1999
- T. maltophilum Wyss et al., 1996
- T. medium Umemoto et al., 1997
- T. minutum Dobell, 1912
- T. pallidum (Schaudinn and Hoffmann, 1905) Schaudinn, 1905
- T. paraluiscuniculi (Jacobsthal, 1920) Smibert, 1974
- T. parvum Wyss et al., 2001
- T. pectinovorum Smibert and Burmeister, 1983
- T. pedis Evans et al., 2009
- T. pertenue (Castellani, 1905) Castellani and Chalmers, 1910
- T. porcinum Nordhoff et al., 2005
- T. primitia Graber et al., 2004
- T. putidum Wyss et al., 2004
- T. saccharophilum Paster and Canale-Parola, 1986
- T. socranskii Smibert et al., 1984
- T. succinifaciens Cwyk and Canale-Parola, 1981

## Voormalige Treponema
De soorten Treponema hyodysenteriae en Treponema innocens zijn geherclassificeerd naar Serpula.